# Ptychophis flavovirgatus
Ptychophis flavovirgatus là một loài rắn trong họ Rắn nước. Loài này được Gomes mô tả khoa học đầu tiên năm 1915.